# Dominik Greif
Dominik Greif (Bratislava, 6 aprile 1997) è un calciatore slovacco, portiere dell'Olympique Lione e della nazionale slovacca.

## Carriera

### Club

#### Inizi
Greif ha iniziato la sua carriera nella ŠK Vrakuňa Bratislava, per poi passare allo Slovan Bratislava durante la sua giovinezza.

#### Slovan Bratislava
Il suo debutto con lo Slovan Bratislava è avvenuto il 13 maggio 2016 contro lo Zemplín Michalovce (partita che finì con un pareggio di 1 a 1) nella 32ª partita di campionato.
Nel giugno 2016, oltre a Adam Laczkó, Juraj Kotula, Samuel Šefčík, Patrik Pinte, Denis Potoma e Frederik Valach, ottenne un contratto professionale con il club. Nella stagione 2016/17 vinse la coppa nazionale con lo Slovan, quando insieme ai suoi compagni di squadra sconfisse l'allora squadra di seconda lega MFK Skalica con un risultato di 3 a 0, nella finale giocata il 1 maggio 2017 allo stadio NTC Poprad. Durante la stagione, ha giocato principalmente come riserva, maggiori possibilità in prima squadra le ha avute solo negli ultimi sei turni di campionato al posto dell'infortunato Ján Mucha.
Il 23 giugno 2017, giocò per novanta minuti nella partita della Supercoppa ceco-slovacca giocata a Uherské Hradiště contro la squadra ceca FC Fastav Zlín, contro la quale lo Slovan Bratislava perse ai rigori. Avanzò con lo Slovan contro la squadra armena Pyunik FC (vittorie 4 a 1 e 5 a 0) fino ad arrivare al secondo turno preliminare della UEFA Europa League 2017-2018, dove la squadra di Bratislava fu eliminata dopo aver perso 0 a 1 e 1 a 2 con Lyngby Boldklub della Danimarca. Nel novembre 2017, firmò un nuovo contratto quinquennale. Nella primavera del 2018, partecipò alla vittoria della Coppa di Slovacchia dell'anno precedente 2016/17, giocata il 1 maggio 2018 a Trnava contro la MFK Ružomberok con una vittoria per 3 a 1.
Giocò nei primi due turni preliminari della UEFA Europa League 2018-2019 contro FC Milsami Orhei e Balzan. Ha vinto in anticipo di una partita il campionato con lo Slovan il 14 aprile 2019 dopo aver vinto 3-0 contro la Žilina. Il 25 maggio 2019, insieme ai suoi compagni di squadra Vasil Božikov, Aleksandar Čavrić, Marin Ljubičić, Moha e Andraž Šporar, fu eletto tra i primi undici miglior giocatori della Superliga 2018/19.
Nell'estate del 2019, vi era un grande interesse per lui dal Belgio, Spagna e Portogallo, quest'ultimo con il Porto che voleva acquistarlo. Greif alla fine rimase allo Slovan Bratislava, con il quale estese il contratto fino al 2023.
Nella UEFA Champions League 2019-2020 lo Slovan Bratislava fu inserito nel gruppo K, insieme al Beşiktaş, Sporting Braga e Wolverhampton concludendo il girino al terzo posto in classifica. Nel luglio 2020, è stato classificato tra i primi undici giocatori dell'anno ed è stato anche votato come il miglior giocatore della competizione.
Nella stagione 2020/2021 ha giocato la partita del secondo turno preliminare della UEFA Europa League 2020-2021 contro la squadra finlandese Kuopion Palloseura, con la quale ha perso ai calci di rigore.

#### Maiorca e Olympique Lione
Il 6 luglio 2021 viene acquistato dal Maiorca.
Il 18 agosto 2025 si trasferisce a titolo definitivo all'Olympique Lione, in Ligue 1, firmando un contratto quadriennale.

## Statistiche

### Cronologia presenze e reti in nazionale
| Cronologia completa delle presenze e delle reti in nazionale ― Slovacchia | Cronologia completa delle presenze e delle reti in nazionale ― Slovacchia | Cronologia completa delle presenze e delle reti in nazionale ― Slovacchia | Cronologia completa delle presenze e delle reti in nazionale ― Slovacchia | Cronologia completa delle presenze e delle reti in nazionale ― Slovacchia | Cronologia completa delle presenze e delle reti in nazionale ― Slovacchia | Cronologia completa delle presenze e delle reti in nazionale ― Slovacchia | Cronologia completa delle presenze e delle reti in nazionale ― Slovacchia |
| Data                                                                      | Città                                                                     | In casa                                                                   | Risultato                                                                 | Ospiti                                                                    | Competizione                                                              | Reti                                                                      | Note                                                                      |
| ------------------------------------------------------------------------- | ------------------------------------------------------------------------- | ------------------------------------------------------------------------- | ------------------------------------------------------------------------- | ------------------------------------------------------------------------- | ------------------------------------------------------------------------- | ------------------------------------------------------------------------- | ------------------------------------------------------------------------- |
| 7-6-2019                                                                  | Trnava                                                                    | Slovacchia                                                                | 5 – 1                                                                     | Giordania                                                                 | Amichevole                                                                | -                                                                         | 46’                                                                       |
| 13-10-2019                                                                | Bratislava                                                                | Slovacchia                                                                | 1 – 1                                                                     | Paraguay                                                                  | Amichevole                                                                | -1                                                                        |                                                                           |
| 4-9-2020                                                                  | Bratislava                                                                | Slovacchia                                                                | 1 – 1                                                                     | Rep. Ceca                                                                 | UEFA Nations League 2020-2021 - 1º turno                                  | -3                                                                        |                                                                           |
| 14-10-2020                                                                | Trnava                                                                    | Slovacchia                                                                | 2 – 3                                                                     | Israele                                                                   | UEFA Nations League 2020-2021 - 1º turno                                  | -3                                                                        |                                                                           |
| 19-11-2024                                                                | Bratislava                                                                | Slovacchia                                                                | 1 – 0                                                                     | Estonia                                                                   | UEFA Nations League 2024-2025 - 1º turno                                  | -                                                                         |                                                                           |
| Totale                                                                    |                                                                           | Presenze                                                                  | 5                                                                         |                                                                           | Reti                                                                      | -7                                                                        |                                                                           |

## Palmarès

### Club

#### Competizioni nazionali
- Coppa di Slovacchia: 4

Slovan Bratislava: 2016-2017, 2017-2018, 2019-2020, 2020-2021
- Campionato slovacco: 3

Slovan Bratislava: 2018-2019, 2019-2020, 2020-2021